# Sorato Anraku
Sorato Anraku (Japanese (Kanji script): 安楽 宙斗)  (Yachiyo, 14 de novembre de 2006) és un escalador japonès especialitzat en l'escalada de competició, i en particular en l'escalada de blocs i de dificultat. L'any 2023, Anraku es va convertir en el primer escalador a guanyar tant la Copa del Món de Dificultat com la Copa del Món de Bloc en la seva temporada de debut al màxim nivell.

## Trajectòria
Abans del 2023, Anraku va participar en el campionat internacional juvenil d'escalada. El 2023, Anraku va fer el seu debut en competició internacional sènior, inaugurant l'any amb un cinquè lloc en bloc a la Copa del Món a Hachiōji. Va guanyar la seva primera medalla en quedar segon en bloc a la Copa del Món a Salt Lake City al maig. Aquest resultat va anar seguit del seu primer lloc en bloc a la Copa del Món a Innsbruck al juny, on també va guanyar el títol masculí de bloc 2023, amb setze anys.
Va guanyar la seva primera medalla en la modalitat de dificultat a la Copa del Món amb un bronze a Chamonix al juliol, seguida d'un primer lloc a Briançon el mateix juliol i un segon lloc a Berna a l'agost, també en dificultat. Va seguir amb dos primers llocs més a les Copes del Món de Koper i Wujiang, ambdues al setembre, després de les quals també va rebre el títol de dificultat masculí 2023. A l'octubre, poc després de la seva participació a Wujiang, també va guanyar l'or a la prova d'escalada esportiva combinada masculina als Jocs Asiàtics del 2022 a Hangzhou, en el seu debut als Jocs Asiàtics.
Més endavant, va participar en la classificació olímpica d'escalada esportiva d'Àsia de 2023, celebrada a Jakarta al novembre, on va quedar primer en bloc i en dificultat, i així es va classificar per als Jocs Olímpics d'Estiu de 2024. A la prova parisenca, va obtenir la màxima puntuació en les semifinals i era el màxim favorit per l'or en la final, després de finalitzar la prova de blocs en la primera posició. Emperò, va haver de conformar-se amb la medalla d'argent després de fallar en la prova de velocitat i de ser superat per la regularitat del britànic Toby Roberts.

## Palmarès
- Jocs Olímpics
  - Plata (2024)
- Campionat del Món
  - Plata (2023)